# Палесейд (Небраска)
Палесейд (англ. Palisade) — селище (англ. village) в США, в округах Гічкок і Гейз штату Небраска. Населення — 294 особи (2020).

## Географія
Палесейд розташований за координатами 40°20′54″ пн. ш. 101°6′27″ зх. д. / 40.34833° пн. ш. 101.10750° зх. д. (40.348404, -101.107462).  За даними Бюро перепису населення США в 2010 році селище мало площу 0,92 км², уся площа — суходіл.

## Демографія
Згідно з переписом 2010 року, у селищі мешкала 351 особа в 162 домогосподарствах у складі 97 родин. Густота населення становила 382 особи/км².  Було 195 помешкань (212/км²).
Расовий склад населення:
| - 98,9 % — білих - 1,1 % — корінних американців |

До двох чи більше рас належало 0,0 %. Частка іспаномовних становила 0,0 % від усіх жителів.
За віковим діапазоном населення розподілялося таким чином: 21,7 % — особи молодші 18 років, 54,1 % — особи у віці 18—64 років, 24,2 % — особи у віці 65 років та старші. Медіана віку мешканця становила 47,3 року. На 100 осіб жіночої статі у селищі припадало 100,6 чоловіків;  на 100 жінок у віці від 18 років та старших — 88,4 чоловіків також старших 18 років.
Середній дохід на одне домашнє господарство  становив 47 941 долар США (медіана — 41 406), а середній дохід на одну сім'ю — 58 869 доларів (медіана — 50 313). За межею бідності перебувало 11,3 % осіб, у тому числі 8,8 % дітей у віці до 18 років та 23,5 % осіб у віці 65 років та старших.
Цивільне працевлаштоване населення становило 168 осіб. Основні галузі зайнятості: освіта, охорона здоров'я та соціальна допомога — 27,4 %, виробництво — 13,1 %, транспорт — 12,5 %.